# Eclipsa de Lună din 15 aprilie 2014
| Eclipsa totală de Lună din 15 aprilie 2014                                                                      | Eclipsa totală de Lună din 15 aprilie 2014 |
| --- | ------------------------------------------ |
| |                                            |
| Seria Saros (și membru)                                                                                         | 122 (56 din 74)                            |
| Durata (h:min:s)                                                                                                |                                            |
| Totală | 1:17:48                                    |
| Parțială | 3:34:43                                    |
| Prin penumbră                                                                                                   | 5:43:54                                    |
| Contacte (ora UTC)                                                                                              |                                            |
| P1 | 04:53:40                                   |
| U1 | 05:58:19                                   |
| U2 | 07:06:46                                   |
| Maximum | 07:46:48                                   |
| U3 | 08:24:34                                   |
| U4 | 09:33:02                                   |
| P4 | 10:37:33                                   |
| Mișcarea orară a Lunii prin umbra Pământului în constelația Fecioara, aproape de steaua Alpha Virginis (Spica). |                                            |

Eclipsa de Lună din 15 aprilie 2014 a fost prima eclipsă lunară din anul 2014. A fost o eclipsă totală. Este prima din cea de a doua tetradă lunară din secolul al XXI-lea. Tetrada lunară este o serie de patru eclipse consecutive având loc fiecare la un interval de șase luni. Următoarea eclipsă din această tetradă s-a produs la 8 octombrie 2014, iar penultima eclipsă totală de Lună din această tetradă a avut loc la 4 aprilie 2015; ultima va avea loc la 28 septembrie 2015.

## Vizibilitate
Acolo unde condițiile atmosferice au permis, eclipsa de Lună a fost complet vizibilă de pe o bună parte a Americii de Nord, a Americii Centrale și din vestul Americii de Sud, crescând peste Oceania și  descrescând peste estul Americii de Sud și peste Québec. O bună parte din restul lumii nu a văzut eclipsa, întrucât aceasta a început după răsăritul Soarelui în aceste regiuni.

Secvenţă animată cu diferitele faze ale acestei eclipse.

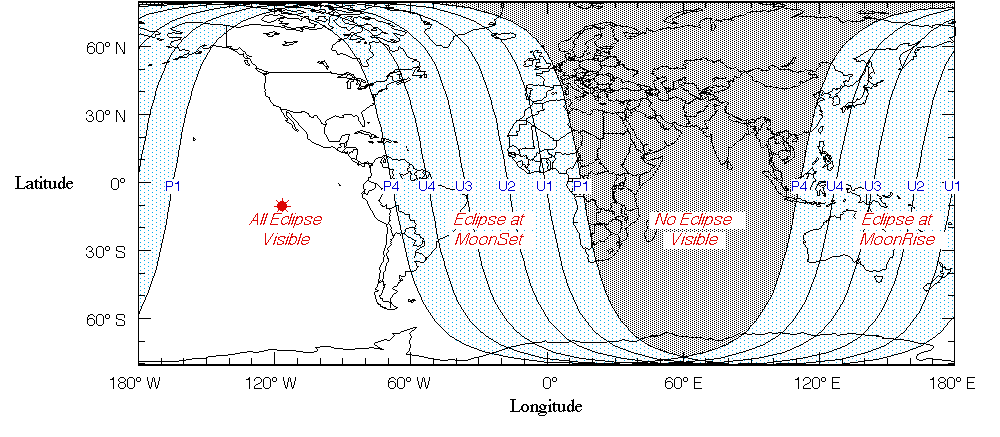
Vizibilitatea eclipsei pe Terra